# Smith & Wesson Model 1913
Smith & Wesson Model 1913 — бельгийский самозарядный пистолет производства американской компании Smith & Wesson. Также известен как «модель 35», под этим именем производился в 1913—1921 годах. Всего было выпущено 8350 экземпляров, пистолет использовал для стрельбы бесфланцевые патроны .35 S&W Auto. Это был первый самозарядный пистолет Smith & Wesson. Разработчиком внешнего вида стал Шарль Филибер Клемен. Производство пистолета было прекращено в связи с высокой ценой, он был выпущен в восьми версиях.

## Описание
Отличительными особенностями пистолета были деревянные щёчки на рукоятке, подвижный затвор в затворной коробке и предохранитель, приводившийся в действие нажатием среднего пальца и предусмотренный как для правшей, так и для левшей. Верхняя крышка затворной коробки составляла единое целое со стволом и крепилась к рамке шарнирно при помощи шпильки помещённой в задней части рамки над затвором. Возвратная пружина находилась над стволом, а рамочный предохранитель выступал из рукоятки под предохранительной скобой.